# The Bad Touch
«The Bad Touch» (с англ. — «Плохое прикосновение») — песня американской рок-группы «Bloodhound Gang». Вышла отдельным синглом в мае 1999 года. Потом вошла в альбом «Hooray for Boobies» (вышедший в Европе в октябре 1999 года, а в США в феврале следующего).
Песня содержит непрерывный поток двусмысленностей с сексуальным подтекстом. В припеве идёт отсылка к документальным фильмам про животных на телеканале «Discovery Channel», где можно увидеть животных «делающими это».
По словам музыкального сайта Songfacts, «Bad Touch» («Плохое прикосновение!», как в названии песни) — так в Америке учат кричать маленьких детей, если до них кто-то непристойно дотронулся (чтобы предотвратить возможные домогательства).

## Критика
В видеоклипе также была сцена с двумя геями в моряцкой форме, которые едят жареную картошку из одной тарелки и которых участники группы потом оглушают, зайдя сзади и ударив французскими багетами по головам. Клип сначала показали в таком виде, но потом сцену вырезали.
Дело в том, что Альянс геев и лесбиянок против диффамации пожаловался по поводу этой сцены телеканалу MTV, указав, что «в теперешнем климате сцена, в которой бьют геев (в любом контексте) неприемлема» (англ. a gay-bashing scene in any context in today's climate is not acceptable). После более подробного изучения видеоклипа телеканал посоветовал «Geffen Records» эту сцену вырезать.

## Награды и номинации
| Год  | Премия                       | Категория                         | Результат |
| ---- | ---------------------------- | --------------------------------- | --------- |
| 1999 | Rockbjornen                  | Лучшая международная песня        | Победа    |
| 2000 | Q Awards                     | Лучшее видео                      | Номинация |
| 2000 | Billboard Music Video Awards | Поп-клип года                     | Номинация |
| 2001 | Meteor Music Awards          | Лучший международной сингл группы | Победа    |

## Позиции в чартах
| Чарт (1999—2000)                           | Высшая позиция |
| ------------------------------------------ | -------------- |
| Австралия (ARIA)                           | 5              |
| Австрия (Ö3 Austria Top 40)                | 3              |
| Бельгия/Фландрия (Ultratop 50)             | 1              |
| Бельгия/Валлония (Ultratip Bubbling Under) | 10             |
| Канада (RPM Top Singles)                   | 9              |
| Канада (RPM Dance/Urban)                   | 6              |
| Czech Republic (IFPI)                      | 16             |
| Denmark (IFPI)                             | 2              |
| Europe (Eurochart Hot 100)                 | 7              |
| European Radio Top 50 (Music & Media)      | 30             |
| Финляндия (Suomen virallinen lista)        | 8              |
| Франция (SNEP)                             | 21             |
| Германия (GfK)                             | 1              |
| Iceland (Íslenski Listinn Topp 40)         | 4              |
| Ирландия (IRMA)                            | 1              |
| Италия (FIMI)                              | 1              |
| Latvia (Latvian Airplay Top 20)            | 1              |
| Нидерланды (Dutch Top 40)                  | 17             |
| Нидерланды (Single Top 100)                | 19             |
| Новая Зеландия (Recorded Music NZ)         | 4              |
| Норвегия (VG-lista)                        | 1              |
| Poland (Music & Media)                     | 6              |
| Шотландия (OCC Scotland)                   | 1              |
| Scandinavia (Music & Media)                | 10             |
| Испания (PROMUSICAE)                       | 1              |
| Швеция (Sverigetopplistan)                 | 1              |
| Швейцария (Schweizer Hitparade)            | 4              |
| Великобритания (OCC UK Singles)            | 4              |
| Quebec (ADISQ)                             | 2              |
| США (Billboard Hot 100)                    | 52             |
| США (Billboard Alternative Airplay)        | 6              |
| США (Billboard Dance Club Songs)           | 1              |
| США (Billboard Pop Airplay)                | 21             |
| США (Billboard Rhythmic)                   | 29             |

| Чарт (2020)             | Высшая позиция |
| ----------------------- | -------------- |
| Венгрия (Single Top 40) | 40             |